# Kaplica Opieki Matki Bożej i św. Aleksandra Newskiego w Koniowie
Kaplica Opieki Matki Bożej i św. Aleksandra Newskiego – prawosławna kaplica we wsi Koniowo, w obwodzie archangielskim.
Drewniana świątynia została wzniesiona w XVIII w., od końca XIX w. była świątynią pomocniczą miejscowej wiejskiej parafii. Budynek jest dwudzielny – składa się z przedsionka, ponad którym wznosi się niska dzwonnica wsparta na sześciu rzeźbionych słupach, być może pierwotnie wykończona dachem namiotowym. Główna nawa kaplicy została zbudowana na planie prostokąta. W centralnej części jej dachu znajduje się pojedyncza cebulasta kopułka z krzyżem, malowana na zielono.